# 송은범
송은범(宋恩範, 1984년 3월 17일~)은 현 KBO 리그 삼성 라이온즈의 투수이다.

## 아마추어 시절
인천서흥초등학교 3학년 때 내야수로 야구를 처음 시작했다. 인천 동산중학교를 거쳐 동산고등학교 시절 2000년 제22회 대붕기 전국고교야구대회 결승전 대전고등학교와의 경기에서 선발 등판해 7피안타, 1실점으로 호투하면서 완투승을 거뒀고, 우수 투수상을 수상했다. 배터리 정상호와 호흡을 맞췄다. 2001년에는 제4회 아시아청소년선수권대회 국가 대표 선수로 선출됐다. 2001년 12월에 박찬호 야구 장학금을 받았다. 고등학교 3학년 때, 150km/h에 가까운 직구를 던지며 2002년에는 성남고의 노경은, 광주일고의 김대우와 함께 고교 투수 빅3로 손꼽히며 MLB 스카우트들의 관심을 얻었다.

## SK 와이번스시절
2003년 신인 드래프트에서 1차 지명을 받았고, 2002년 7월 25일 계약금 4억원, 연봉 2,000만원의 조건으로 입단했다.
2008년에 상당한 수준급 투수로 발전했으며, 2009년 시즌 12승 3패, 3점대 평균자책점으로 김광현과 원투 펀치를 이뤘다. 2010년에는 불펜으로 전향해 8승 5패, 8세이브, 4홀드, 2점대 평균자책점을 기록했다.
2010년의 활약으로 광저우 아시안 게임 대표로 선발돼 군 면제를 받았다.
그러나 2011년부터는 성적이 조금씩 하락했고, KIA 타이거즈로 트레이드되는 빌미가 됐다.

## KIA 타이거즈시절
2013년 5월 6일에 당시 SK 와이번스 소속이었던 그와 신승현, KIA 타이거즈 소속이었던 김상현, 진해수와 2:2 트레이드를 통해 이적하였다.
2013년에 49이닝 1승 7패, 5세이브, 6홀드, 7점대 평균자책점, 2014년에 78.1이닝 4승 8패, 7점대 평균자책점으로 부진했다.
2014년 시즌 후 당시 같은 팀이었던 차일목과 함께 FA를 선언했다. 우선 협상 기간에 부진한 성적을 2년간 보여줬음에도 불구하고 거액을 요구해 협상이 결렬됐다.

## 한화 이글스시절
2014년 12월 2일에 4년 34억원에 FA 계약을 체결하며 이적했다. 그의 보상 선수로는 임기영이 지명됐다.
2015년 7월 28일 두산전에서 5이닝 2실점으로 443일만에 선발 승을 기록하며 반등의 기미를 보이는 듯 했으나 8월 7일 LG전에서 3.1이닝 4실점, 8월 13일 넥센전에서 2.1이닝 7피안타, 1피홈런, 5실점(4자책)으로 부진했다.

## LG 트윈스시절
2019년 7월 28일 당시 LG 트윈스 소속이었던 신정락과 1:1 트레이드를 통해 이적하였다.
2019년 시즌 후 FA 자격을 취득했고, 2년 총액 10억원에 잔류했다. 2023년 시즌 후 방출됐다.

## 삼성 라이온즈시절
LG 트윈스에서 방출된 후 잠정 은퇴를 선언하고 최강야구 등에 지원하며 야인으로 지내고 있다가, 삼성 라이온즈의 부름을 받아 현역으로 복귀했다. 불펜 보강에 따른 삼성 측의 판단 아래 2024년 7월 25일 연봉 5,000만 원, 옵션 3,000만 원에 계약을 체결했다.

## 플레이 스타일
- 스리쿼터의 정통파 우완 투수로서 강속구 투수답지 않게 부드럽고 작은 투구폼을 가지고 있다.
- 최고 150km/h 초반대의 구속을 보유하고 있으며, 선발 투수로 등판 시 평균 구속은 140km/h 초반, 불펜 투수 등판 시 140km/h 후반으로 KBO 리그 우완 투수 중 최정상급의 구속이다. 강력한 패스트볼을 보유하고 있지만 다채로운 변화구를 즐겨 구사한다는 점에서 윤석민과 자주 비교된다. 패스트볼, 종슬라이더, 커브, 스플릿 핑거 패스트볼, 체인지업을 던질 수 있으며 종과 횡, 두 방향으로 떨어지는 커브와 타자 바로 앞에서 떨어지는 종슬라이더가 주무기이다. 특히 종슬라이더의 움직임은 김광현보다 낫다는 평가를 받는다.

## 등번호
- '1' - (2003년~2006년, SK 와이번스)
- '46' - (2003년, 2007년~2013년 (SK 와이번스) / 2013년 (KIA 타이거즈) / 2015년~2019년 (한화 이글스) / 2019년~2023년 (LG 트윈스))
- '14' - (2013년, KIA 타이거즈)
- '21' - (2014년, KIA 타이거즈)
- '64' - (2024년, 삼성 라이온즈)

## 별명
- 좋은 피칭을 할 땐 미국 MLB 투수인 매디슨 범가너와 그의 이름을 합친 '송은범가너'라고 불린다.
- 안 좋은 피칭을 할 땐 폭탄을 영어로 한 'Bomb'와 그의 이름을 합친 '송은Bomb'이라고 불린다.

## 출신 학교
- 인천서흥초등학교
- 인천 동산중학교
- 동산고등학교

## 통산 기록
| 연도 | 팀명   | 평균자책점 | 경기 | 완투 | 완봉 | 승 | 패 | 세 | 홀 | 승률  | 타자 | 이닝  | 피안타 | 피홈런 | 볼넷 | 사구 | 탈삼진 | 실점 | 자책점 |
| ---- | ------ | ---------- | ---- | ---- | ---- | -- | -- | -- | -- | ----- | ---- | ----- | ------ | ------ | ---- | ---- | ------ | ---- | ------ |
| 2003 | SK     | 6.78       | 45   | 0    | 0    | 6  | 5  | 4  | 7  | 0.545 | 341  | 71⅔   | 89     | 10     | 41   | 8    | 50     | 59   | 54     |
| 2004 | SK     | 5.19       | 27   | 0    | 0    | 2  | 5  | 0  | 1  | 0.286 | 271  | 59    | 65     | 11     | 32   | 5    | 32     | 38   | 34     |
| 2005 | SK     | 0.00       | 4    | 0    | 0    | 1  | 0  | 0  | 0  | 1.000 | 18   | 4⅔    | 2      | 0      | 1    | 0    | 3      | 0    | 0      |
| 2006 | SK     | 4.55       | 25   | 0    | 0    | 4  | 3  | 0  | 0  | 0.571 | 292  | 61⅓   | 69     | 5      | 33   | 7    | 34     | 37   | 31     |
| 2007 | SK     | 3.01       | 24   | 0    | 0    | 6  | 3  | 0  | 2  | 0.667 | 299  | 71⅔   | 68     | 5      | 32   | 2    | 33     | 29   | 24     |
| 2008 | SK     | 3.77       | 27   | 0    | 0    | 8  | 6  | 0  | 0  | 0.571 | 491  | 114⅔  | 129    | 6      | 34   | 3    | 77     | 56   | 48     |
| 2009 | SK     | 3.13       | 31   | 1    | 0    | 12 | 3  | 0  | 0  | 0.800 | 637  | 149⅓  | 155    | 17     | 49   | 5    | 103    | 59   | 52     |
| 2010 | SK     | 2.30       | 44   | 0    | 0    | 8  | 5  | 8  | 4  | 0.615 | 519  | 125   | 103    | 12     | 48   | 6    | 91     | 38   | 32     |
| 2011 | SK     | 3.43       | 38   | 0    | 0    | 8  | 8  | 1  | 4  | 0.500 | 343  | 78⅔   | 71     | 10     | 45   | 2    | 55     | 34   | 30     |
| 2012 | SK     | 4.15       | 20   | 0    | 0    | 8  | 3  | 0  | 0  | 0.727 | 413  | 97⅔   | 98     | 6      | 44   | 2    | 72     | 45   | 45     |
| 2013 | KIA    | 7.35       | 41   | 0    | 0    | 1  | 7  | 5  | 6  | 0.125 | 240  | 49    | 71     | 4      | 27   | 0    | 29     | 41   | 40     |
| 2014 | KIA    | 7.32       | 27   | 0    | 0    | 4  | 8  | 0  | 0  | 0.333 | 390  | 78⅔   | 114    | 11     | 43   | 5    | 60     | 73   | 64     |
| 2015 | 한화   | 7.04       | 33   | 0    | 0    | 2  | 9  | 4  | 1  | 0.182 | 341  | 70.1  | 103    | 10     | 30   | 4    | 48     | 59   | 55     |
| 2016 | 한화   | 6.42       | 30   | 0    | 0    | 2  | 11 | 0  | 1  | 0.154 | 562  | 122   | 159    | 13     | 49   | 5    | 85     | 95   | 87     |
| 2017 | 한화   | 6.51       | 13   | 0    | 0    | 0  | 4  | 1  | 0  | 0.000 | 177  | 37⅓   | 45     | 4      | 23   | 3    | 15     | 30   | 27     |
| 2018 | 한화   | 2.50       | 68   | 0    | 0    | 7  | 4  | 1  | 10 | 0.636 | 341  | 79⅓   | 77     | 2      | 33   | 5    | 61     | 29   | 22     |
| 2019 | LG     | 5.25       | 63   | 0    | 0    | 2  | 6  | 1  | 9  | 0.250 | 281  | 60    | 80     | 6      | 23   | 3    | 36     | 38   | 35     |
| 2020 | LG     | 4.50       | 56   | 0    | 0    | 4  | 2  | 2  | 6  | 0.667 | 247  | 56    | 66     | 4      | 19   | 3    | 28     | 29   | 28     |
| 2021 | LG     | 4.10       | 35   | 0    | 0    | 2  | 2  | 0  | 4  | 0.500 | 155  | 37⅓   | 34     | 1      | 13   | 2    | 19     | 18   | 17     |
| 2022 | LG     | 4.05       | 25   | 0    | 0    | 1  | 1  | 0  | 2  | 0.500 | 116  | 26⅔   | 29     | 3      | 10   | 0    | 13     | 13   | 12     |
| 2023 | LG     | 2.45       | 4    | 0    | 0    | 0  | 0  | 0  | 0  | -     | 17   | 3⅔    | 6      | 0      | 3    | 0    | 2      | 1    | 1      |
| 2024 | 삼성   | 1.08       | 9    | 0    | 0    | 0  | 0  | 0  | 2  | -     | 32   | 8⅓    | 8      | 0      | 1    | 0    | 2      | 1    | 1      |
| 통산 | 22시즌 | 4.55       | 689  | 1    | 0    | 88 | 95 | 27 | 59 | 0.481 | 6523 | 1462⅓ | 1641   | 140    | 633  | 70   | 948    | 822  | 739    |